# Die Kollwitz und ihre Kinder
Die Kollwitz und ihre Kinder ist ein Dokumentarfilm der  Hochschule für Film und Fernsehen der DDR, Potsdam-Babelsberg von Christa Mühl aus dem Jahr 1971.

## Handlung
Nach einem Schwenk über die Dächer von Berlin-Prenzlauer Berg ist auf dem Kollwitzplatz die, durch Gustav Seitz geschaffene, Bronzeplastik von Käthe Kollwitz zu sehen. Hier beobachtet die Kamera, wie die Kinder auf der 2,15 m hohen Plastik herumturnen. Deshalb fragt die Regisseurin die auf dem Platz sitzenden Erwachsenen, wie sie mit dem unbefangenen Spiel der Kinder auf der hier geehrten Künstlerin Käthe Kollwitz umgehen. Sie erhält mitunter sehr launische bis überwiegend ablehnende Antworten, während die Kinder keine Probleme in ihrem Tun sehen.
Interessant ist folgende Äußerung des Schöpfers Gustav Seitz:

„Der Sockel ist extra breit und niedrig gehalten, mit der Absicht, dass Kinder darauf spielen und rumkraxeln können“

## Produktion
Die Kollwitz und ihre Kinder wurde von der Hochschule für Film und Fernsehen der DDR, Babelsberg als Schwarzweißfilm auf 16-mm-Material gedreht und hatte seine erste Ausstrahlung am 27. September 1971 im 2. Programm des Deutschen Fernsehfunks.
Die Dramaturgie lag in den Händen von Hermann Otto-Lauterbach.

## Kritik
Im Neuen Deutschland meinte Peter Berger:

„An diesem originellen ‚kleinen Beitrag zur großen Diskussion über Gebrauchswert von Kunst‘, wie ihn die Regisseurin Christa Mühl nannte, gefiel die Poesie, der Reporterwitz bei der Befragung von Passanten und die sichere Pointierung.“